# Korîtîșcea, Novohrad-Volînskîi
Korîtîșcea (în ucraineană Коритища) este un sat în comuna Jolobne din raionul Novohrad-Volînskîi, regiunea Jîtomîr, Ucraina.

## Demografie
Componența lingvistică a localității Korîtîșcea
     Ucraineană (99,06%)
     Alte limbi (0,94%)
Conform recensământului din 2001, majoritatea populației localității Korîtîșcea era vorbitoare de ucraineană (99,06%), existând în minoritate și vorbitori de alte limbi.